# باجغيران
باجغيران (بالفارسية: باجگیران) هي مدينة تقع في إيران في خراسان رضوي. يقدر عدد سكانها بـ 753 نسمة .